# گوبک طلا
گوبک‌طلا (به ترکی آذربایجانی: Göbəktala) یک منطقه مسکونی در جمهوری آذربایجان است که در شهرستان ایمیشلی واقع شده است. گوبک‌طلا ۱۳۹۳ نفر جمعیت دارد.

## دین
در مسجد جامع گوبک‌طلا به‌نام حضرت ابوالفضل یک هیئت مذهبی وجود دارد.